# جنگ صلیبی ۱۲۶۷
جنگ صلیبی ۱۲۶۷ (انگلیسی: Crusade of 1267)، اقدامات و لشکرکشی‌های نظامی از جانب اهالی راین علیا در امپراتوری مقدس روم برای دفاع از پادشاهی اورشلیم بود. این جنگ از جمله جنگ‌های صلیبی کوچک در دهه ۱۲۶۰ میلادی است که در با حمایت و هدایت پاپ به وقوع پیوست. و تنها در دهه بعدی جنگ صلیبی هشتم بود که از آخرین جنگ‌های صلیبی بزرگ به‌شمار می‌رفت. با وجود اطلاع از آغاز و سازماندهی این جنگ صلیبی، اطلاعاتی در مورد نتایج آن وجود ندارد. صدها نیروی صلیب‌گرفته عازم شرق شده و به پادشاهی اورشلیم رسیدند اما بدون انجام عملیاتی برجسته، منتظر موج بعدی جنبش صلیبی که همان جنگ صلیبی هشتم بود، ماندند. با این حال بسیاری از صلیبیون، پیش وقوع و آغاز جنگ صلیبی هشتم به غرب و خانه‌های خود بازگشتند.